# Nowohryhoriwka
Nowohryhoriwka (ukrainisch Новогригорівка; russisch Новогригоровка/Nowogrigorowka) ist eine Siedlung städtischen Typs im Osten der ukrainischen Oblast Donezk mit etwa 380 Einwohnern.
Der Ort liegt etwa 11 Kilometer südwestlich der Stadt Druschkiwka und 71 Kilometer nördlich der Oblasthauptstadt Donezk am Fluss Kasennyj Torez, seit 1964 hat er den Status einer Siedlung städtischen Typs.
Am 12. Juni 2020 wurde die Siedlung ein Teil neugegründeten Stadtgemeinde Druschkiwka, bis dahin war sie Teil der Siedlungsratsgemeinde Rajske als Teil der Stadtratsgemeinde von Druschkiwka.
Am 17. Juli 2020 wurde der Ort ein Teil des Rajons Kramatorsk.